# タラガトンネル

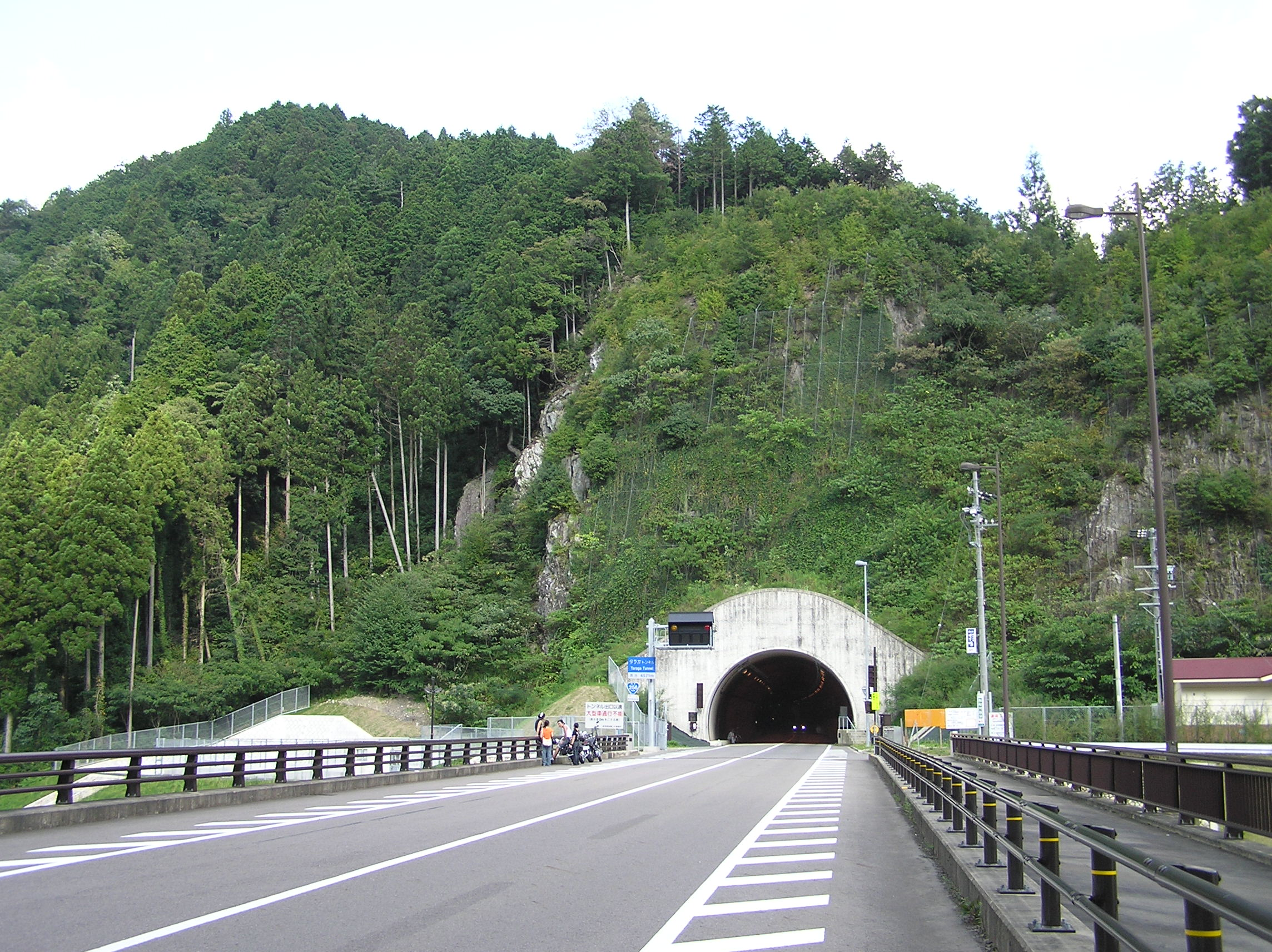
タラガトンネル西口と板取川に架かる橋、関市門出南

タラガトンネルは、国道256号の岐阜県郡上市（旧八幡町）那比と関市門出南（旧板取村）間を結ぶトンネルである。

## 概要
トンネルの東口付近に、那比川（長良川の支流)の上流域の支流タラガ谷が流れる。トンネルの西口付近に板取川が流れる。幅員が狭く冬期閉鎖となるタラガ谷付近の国道256号をバイパスするために計画された。2000年（平成12年）に着工し、2005年（平成17年）に貫通。2007年（平成19年）8月3日に供用を開始した。長さは4,571mで、それまで全国の無料道路で2番目に長かった猪臥山トンネル（4,475m）を上回る。
トンネルから郡上市側の国道256号は、幅員の狭い未改良区間が多く、通行の際には対向車に十分注意が必要である。また、大型車は通行が困難である。